# مهرجان ديللا ساينزا
مهرجان ديللا ساينزا (بالإنجليزية: Festival della Scienza)‏ هو مهرجان علوم سنوي يتم عقده في جنوا، إيطاليا. 

## التأسيس
تم تأسيس المهرجان في عام 2003 م عبر الدمج بين المئات من المبادرات والأحداث والاحتفاليات المتنوعة، والمصممة لتحفيز وجذب اهتمام الزوار من جميع الأعمار وجميع مستويات التعليم المعرفة.

## المميزات
كان تضمين عدة أشكال وأنماط متنوعة والعرض بعدة لغات دائماً واحداً من أكبر مميزات هذا المهرجان. والهدف من إقامته هو إنشاء مجموعة من المقترحات المتعددة التخصصات بهدف التغلب على التعارض التقليدي السائد بين الثقافة العلمية والإنسانية. أحداث المهرجان تشمل المعارض العلمية وورش العمل واكتساب الخبرات التعليمية التفاعلية، والتصوير الفوتوغرافي ومعارض «الفن من أجل العلم» وإقامة المؤتمرات والموائد المستديرة والعروض المختلفى بالإضافة إلى عرض الموسيقى والأفلام.

## التاريخ
في كل عام يمتلك المهرجان ثيمة معينة أو فكرة مسيطرة تتبلور حولها أغلب أحداث وافكار معارض المهرجان.
منذ الإنشاء توالت الثيمات والأنماط كالتالي:
- عام 2003: ماوراء الجانب الآخر (بالإنجليزية: BEYOND)‏.
- عام 2004: الاستكشاف (بالإنجليزية: EXPLORATION)‏.
- عام 2005: الحدود (بالإنجليزية: FRONTIERS)‏.
- عام 2006: الاكتشاف (بالإنجليزية: DISCOVERY)‏.
- عام 2007: الفضول (بالإنجليزية: CURIOSITY)‏، في هذا العام زار المهرجان أكثر من 250 ألف زائر.[1]
- عام 2008: التنوع (بالإنجليزية: DIVERSITY)‏.
- عام 2009: المستقبل (بالإنجليزية: FUTURE)‏.[2]

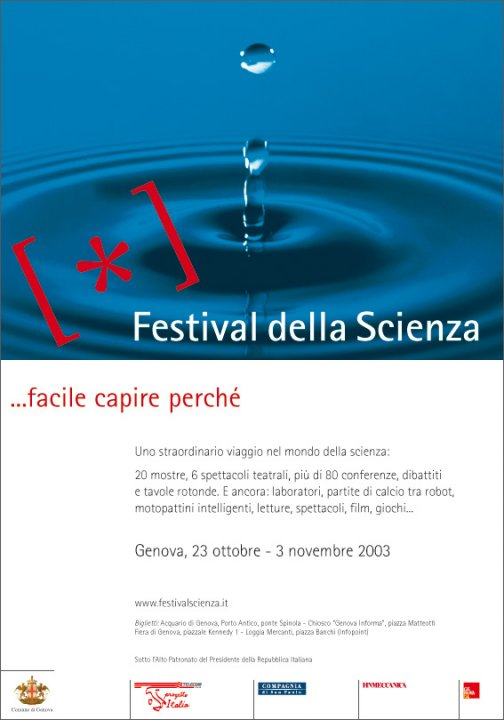
موضوع المهرجان لعام 2003  ماوراء الجانب الآخر

## وصلات خارجية
- الموقع الألكتروني الرسمي لمهرجان ديللا ساينزا